# Сенчиты
Сенчиты — деревня в Великолукском районе Псковской области России. Входит в состав сельского поселения «Успенская волость».
Расположена на юго-восточном побережье Сенчитского озера, в 32 км к югу от райцентра Великие Луки и в 8 км к северо-западу от волостного центра Успенское.

## Население
Численность населения деревни по состоянию на 2000 год составляла 40 жителей, на 2010 год — 35 жителей.

## История
До 2005 года деревня входила в состав ныне упразднённой Федорковской волости.